# أغسطس ويد دوايت
أغسطس ويد دوايت (بالإنجليزية: Augustus Wade Dwight)‏ هو محامي أمريكي، ولد في 27 فبراير 1827 في هاليفاكس في الولايات المتحدة، وتوفي في 26 مارس 1865 في بطرسبرغ في الولايات المتحدة.